# 민긍호
민긍호(閔肯鎬, 1865년 ~ 1908년 2월 29일)는 조선 말기 군대 해산 후 강원도, 충청도, 경상도 일대에서 활동한 의병대장이자, 독립운동가이다. 본관은 여흥(경기도 여주)이다.

## 생애
민긍호는 대한제국 군인으로 광무 원년에 진위대에 들어가 강원도 원주 고성 분견대의 정교(무관 계급의 하나)로 근무하였다. 

## 의병활동
원주 진위대에 전입해 있던 중 고종이 물러나고 군대가 해산되기에 이른 1907년 8월 5일, 일제가 원주수비대를 해산하려 하자 "나라에 병사가 없으면 무엇으로써 나라라 할 수 있겠는가? 군대를 거두라는 명령에 순종할 수 없다"고 분개하여 약 300여 명의 병사로 의병을 일으켜 원주 우편 취급소를 습격하고 이어 일경을 습격하였다.
민긍호는 의병부대를 소단위의 의병부대로 편성하였고 소의병부대는 제천, 죽산, 장호원, 여주 홍전 등지에서 일본군과 유격전을 벌였다.
민긍호의 의병부대 봉기에 일본군은 기관총 등으로 무장한 2개 중대를 보냈으나 지방민의 도움을 받은 의병들을 잡지 못했다. 
8월 12일 민긍호의 의병부대는 여주 경무 분견소를 공격하여 일경 등을 죽였다. 일대의 많은 지방민이 의병부대에 자원하여 의병부대는 수천 명이 되었고 여주, 이천, 양근 일대에서 전과를 올렸다. 
8월 22일 민긍호는 이강년과 함께 충주를 공격하였으나 점령하지 못했다. 
9월 7일 민긍호는 약 600명의 의병부대를 이끌고 홍천을 습격하여 많은 피해를 입혔고 춘천 남방의 정족 부근, 횡성군 봉복사 전투 등을 벌이며 전과를 올렸다.  
이인영이 양주에서 의병을 일으켰을 때 가담하여 관동군 창의 대장이 되어 100회의 전공을 세웠다.

### 최후
1908년 2월 29일 민긍호의 부대는 일본에 노출되었고 전투 중 민긍호는 사로잡혀 강림면으로 호송되었다. 민긍호의 부하들이 민긍호를 탈환하고자 습격하였으나 민긍호는 포박된채로 도주하던 중 일본군에 의해 사살되어 순국하였다.

## 사후
- 대한민국 정부는 그의 공훈을 기려 1962년 건국훈장 대통령장을 수여하였다.
- 1980년대에 묘를 원주시 봉산동으로 이전했다

## 가족
- 고조부 : 민징수(閔澄洙) - 증 지평
- 고조모 : 안동 권씨 혹은 단양 우씨
  - 증조부 : 민백규(閔百奎) - 증 통훈대부 장례원경
  - 증조모 : 숙부인 담양 국씨
    - 조부 : 민수혁(閔壽爀)
    - 조모 : 김해 김씨
      - 부친 : 민치봉(閔致鳳)
      - 모친 : 원주 원씨

- 부인 : 풍양 조씨
  - 장자 : 민영욱(閔泳旭)
    - 손자 : 민한식(閔韓植)
    - 손자 : 민국식(閔國植)
    - 손녀 : 민희라(閔喜羅)
    - 손녀 : 민미라(閔美羅)

그의 가족들은 안중근 의사의 도움으로 두만강을 건너 러시아로 피신했다. 민긍호의 가족들은 카자흐스탄에서 살고 있다. 카자흐스탄의 피겨 스케이팅 선수인 데니스 텐은 그의 외손녀 알렉산드라 김의 손자이다.

## 같이 보기
- 정미의병
- 대한제국 군대 해산
- 데니스 텐
- 독립유공자로 대통령장을 수여받은 사람

## 참조
- 민긍호 : 독립유공자 공훈록 - 국가보훈처